# Рубинштейн, Зельда
Зельда Рубинштейн (англ. Zelda Rubinstein; 28 мая 1933 — 27 января 2010) — американская актриса и правозащитник, наиболее известная по роли медиума Танджины Бэрронс в фильме ужасов «Полтергейст» (1982) и двух его сиквелах. На протяжении многих лет Рубинштейн выступала в качестве активиста и правозащитника карликов, а также участвовала в деятельности организаций по борьбе со СПИДом.

## Биография
Зельда Рубинштейн родилась в Питтсбурге, Пенсильвания, в мае 1933 года в семье еврейских иммигрантов из Польши. Она была самой младшей из трёх детей и единственным карликом в семье. В юности она испытывала большой дискомфорт из-за своего столь маленького роста, и только повзрослев, избавилась от этого комплекса. Её низкорослость (130 см) была вызвана дефицитом передней доли гипофиза, который вырабатывает гормон роста.
Зельда Рубинштейн выиграла стипендию для обучения в Университете Питсбурга, где она получила степень бакалавра по бактериологии. В возрасте 25 лет она переехала в калифорнийский город Беркли, где некоторое время училась в городском университете и работала медицинским сотрудником в лаборатории банка крови.
В конце 1970-х годов Рубинштейн заинтересовалась актёрской карьерой, поступив вскоре на актёрские курсы в Калифорнийский университет. Её первой крупной ролью в кино стала медиум Танджина Бэрронс в фильме ужасов «Полтергейст», за которую она получила премию «Сатурн». В дальнейшем Рубинштейн появилась и в двух сиквелах этого фильма, но уже без особого успеха. Другими заметными её ролями стали пациентка сумасшедшего дома в биографическом фильме «Фрэнсис» (1982), органистка в «Шестнадцати свечах» (1984), Элис Прессман в «Мучительной боли» (1987), мадам Серена в «Маленькой колдунье» (1989), Катарина Кунцлер в «Сказках юга» (2005) и миссис Коллинвуд в триллере «Под маской: Восхождение Лесли Вернона» (2005), которая стала её последней киноролью. Она также была частой гостьей в различных телевизионных сериалах и шоу, среди которых «Санта-Барбара», «Застава фехтовальщиков», «Полтергейст: Наследие», «Эй, Арнольд!» и «Байки из склепа».
В 1984 году Зельда Рубинштейн стала активистом в борьбе со СПИДом. Она с риском для своей карьеры появилась в серии телевизионных реклам для геев, где пропагандировала безопасный секс.
Последний год жизни Зельда Рубинштейн испытывала проблемы со здоровьем из-за болезни почек и лёгочной недостаточности. В декабре 2009 года она прошла курс лечения в одной из клиник Лос-Анджелеса. 2 января следующего года она была выписана, но спустя три недели скончалась в возрасте 76 лет. У актрисы осталась дочь Нанн Лутц, пять внуков и три правнука.

## Награды
- Сатурн 1983 — «Лучшая киноактриса второго плана» («Полтергейст»)